# Warth (Overath)
Warth ist ein Ortsteil von Overath im Rheinisch-Bergischen Kreis in Nordrhein-Westfalen, Deutschland.

## Lage und Beschreibung
Warth liegt an der Kreisstraße 34, die hier den Namen An der Sonne trägt. Der kleine Ortsteil auf einem Höhenrücken besteht im Wesentlichen aus einem Pferde- und Bauernhof, umgeben von Feldern und Waldgebieten.

## Geschichte
Der Name Warth stammt vom ahd. Warta, mhd. Warte, mndd. warde ab und bezeichnet einen erhöhten Wachtpunkt oder Wachtturm, von dem in die umliegende Landschaft gespäht wurde.
Die Topographia Ducatus Montani des Erich Philipp Ploennies, Blatt Amt Steinbach, belegt, dass der Wohnplatz bereits 1715 drei Hofstellen besaß, die als Waard beschriftet sind. Carl Friedrich von Wiebeking benennt die Hofschaft auf seiner Charte des Herzogthums Berg 1789 als Warth. Aus ihr geht hervor, dass der Ort zu dieser Zeit Teil der Honschaft Heiliger im Kirchspiel Overath war.
Der Ort ist auf der Topographischen Aufnahme der Rheinlande von 1817 als Warth verzeichnet. Die Preußische Uraufnahme von 1845 zeigt den Wohnplatz unter dem Namen Warth. Ab der Preußischen Neuaufnahme von 1892 ist der Ort auf Messtischblättern regelmäßig als Warth verzeichnet.
1822 lebten 25 Menschen im als Hof kategorisierten Ort, der nach dem Zusammenbruch der napoleonischen Administration und deren Ablösung zur Bürgermeisterei Overath im Kreis Mülheim am Rhein gehörte. Für das Jahr 1830 werden für den als Hof bezeichneten Ort unter dem Namen Werth 29 Einwohner angegeben. Der 1845 laut der Uebersicht des Regierungs-Bezirks Cöln ebenfalls als Hof kategorisierte Ort besaß zu dieser Zeit 5 Wohngebäude mit 33 Einwohnern, alle katholischen Bekenntnisses. Die Gemeinde- und Gutbezirksstatistik der Rheinprovinz führt Warth 1871 mit vier Wohnhäusern und 31 Einwohnern auf. Im Gemeindelexikon für die Provinz Rheinland von 1888 werden für Warth vier Wohnhäuser mit 12 Einwohnern angegeben. 1895 besitzt der Ort vier Wohnhäuser mit 26 Einwohnern und gehörte konfessionell zum katholischen Kirchspiel Marialinden, 1905 werden vier Wohnhäuser und 25 Einwohner angegeben.